# Cornetita
La cornetita és un mineral de la classe dels fosfats. Rep el nom en honor de Jules Cornet (La Louvière, Bèlgica, 4 de març de 1865 - Mons, Bèlgica, 17 de maig de 1929), geòleg belga. Va prospeccionar al Congo i particularment a Katanga, on va descobrir la seva immensa riquesa mineral.

## Característiques
La cornetita és un fosfat de fórmula química Cu₃(PO₄)(OH)₃. Cristal·litza en el sistema ortoròmbic. La seva duresa a l'escala de Mohs és 4,5.
Segons la classificació de Nickel-Strunz, la cornetita pertany a «08.BE: Fosfats, etc. amb anions addicionals, sense H₂O, només amb cations de mida mitjana, (OH, etc.):RO₄ > 2:1» juntament amb els següents minerals: augelita, grattarolaïta, clinoclasa, arhbarita, gilmarita, allactita, flinkita, raadeïta, argandita, clorofenicita, magnesioclorofenicita, gerdtremmelita, dixenita, hematolita, kraisslita, mcgovernita, arakiïta, turtmannita, carlfrancisita, synadelfita, holdenita, kolicita, sabel·liïta, jarosewichita, theisita, coparsita i waterhouseïta.

## Formació i jaciments
Va ser descoberta a la mina L'Etoile du Congo, situada a la localitat de Lubumbashi, a la regió de Katanga (República Democràtica del Congo). També ha estat descrita en altres indrets del país, així com a Sud-àfrica, Zàmbia, el Marroc, Espanya, Alemanya, Austràlia, Xile i els Estats Units. Als territoris de parla catalana ha estat descrita a la mina de la turquesa (Cornudella de Montsant, Priorat).